# 小さな三文音楽
『小さな三文音楽』(ドイツ語: Kleine Dreigroschenmusik)はクルト・ヴァイルが1929年に発表した管楽オーケストラのための組曲。前年の1928年に初演され、大成功を収めた『三文オペラ』から8つのナンバーを選んで編曲し直したものである。曲名は正確には「管楽オーケストラのための小さな三文音楽、三文オペラからの組曲」 (Kleine Dreigroschenmusik für Blasorchester, Suite aus "Drei Dreigroschenoper")。このため、日本語題はその後半をとって、歌劇『三文オペラ』からの組曲などとされることもある。演奏時間はおよそ22分。

## 概要
1928年8月31日にベルリンのシッフバウアーダム劇場で初演されたブレヒト/ヴァイルによる『三文オペラ』は、大方の予想を裏切り、大成功を収め、引き続き1年以上にわたり上演された。本作の初演以降となるが、1931年にはゲオルク・ヴィルヘルム・パープスト監督により映画化（Die 3 Groschen-Oper）もされている。当時、クロル歌劇場の総監督を務めていた指揮者のオットー・クレンペラーは、『三文オペラ』に魅了され同作の熱烈な讃美者となった。クレンペラーはヴァイルに対し、『三文オペラ』の演奏会用組曲を作ることを要請し、その結果、誕生したのが本作である。ヴァイルがウニヴェルザール出版社に送った手紙によれば、本作は(『三文オペラ』のナンバーを)「すべて編曲しなおし、一部挿入楽句を加えたまったく新しい演奏会用の版」とのことである。

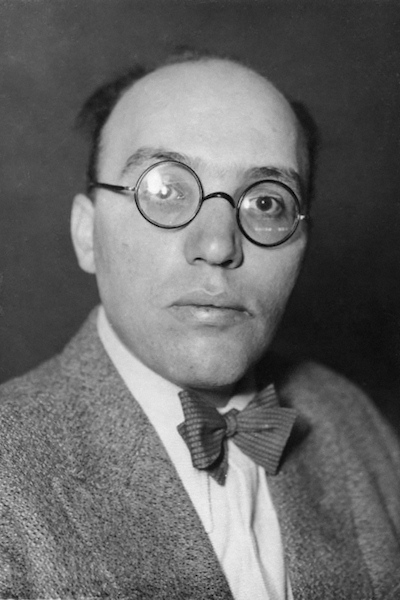
クルト・ヴァイル (1932年)
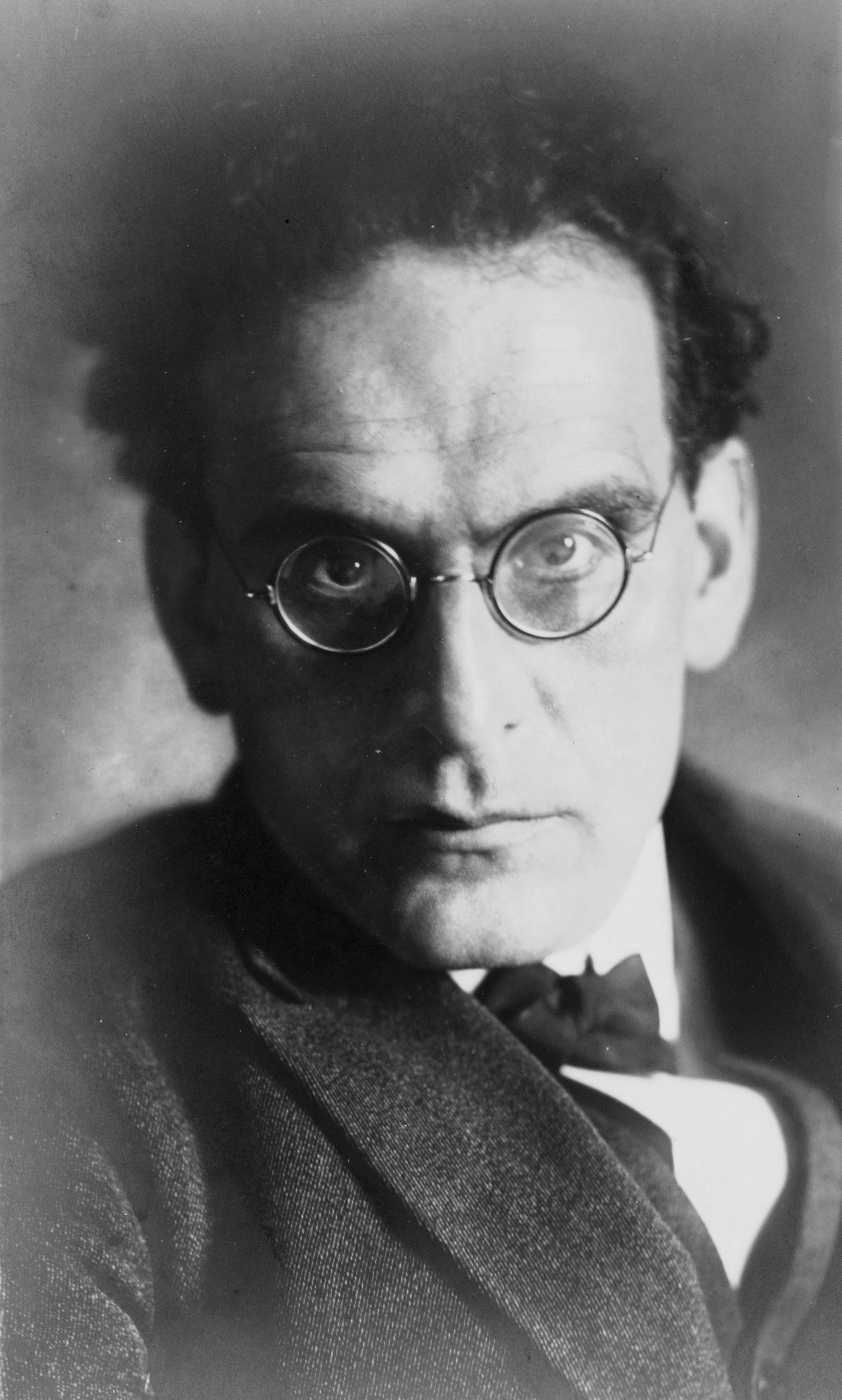
オットー・クレンペラー (1920年から1940年の間)
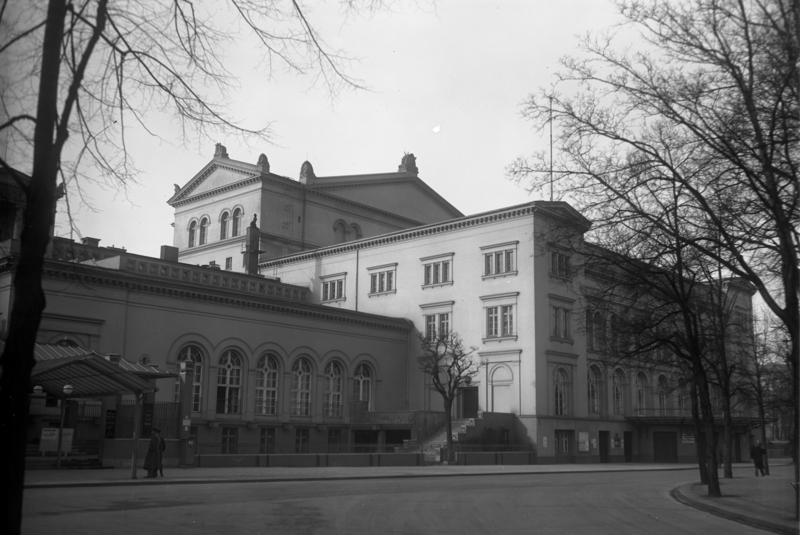
クロル歌劇場 (1930年)

## 初演
1929年2月7日、ベルリンのクロル歌劇場においてクレンペラーの指揮により行われた。なお、クレンペラーは本作をSP(1931年)とステレオ(1961年)で2度録音しているが、いずれも抜粋であり全曲録音は遺していない。

## 編成
フルート2（ピッコロ持ち替え）、クラリネット2、アルト・サクソフォーン、テナー・サクソフォーン（ソプラノ・サクソフォーン持ち替え）、ファゴット2、トランペット2、トロンボーン、チューバ、ティンパニ、打楽器、バンジョー、ギター（またはハープ）、バンドネオン、ピアノ

## 構成
8曲から成る。
第1曲「序曲」(Ouverture)
バロック期のイントラーダのパロディとして書かれた3拍子の曲。曲想はMaestoso(堂々と、荘厳に)。
第2曲「メッキー・メッサーのモリタート」(Die Moritat von Mackie Messer)
『三文オペラ』のナンバー中、最も有名であり、かつ、ヴァイルの代名詞とも言える曲。ポピュラーの分野では英名の「マック・ザ・ナイフ」として知られている。日本語題は一定しておらず、上記のほか、「ドスのメッキーの殺し歌」、「メッキー・メッサーの殺人物語大道歌」などの表記がある。第1幕に先立つプロローグで、ソーホーの雑踏の中、大道歌手が手回しオルガンを回しながらメッキー・メッサーの悪行(とされるもの)の数々を歌う。なお、ヴァイルの総譜締め切り日である8月23日の時点ではまだ作られておらず、初演直前になって挿入が決まり慌ただしく作曲されている。
第3曲「代わりにのソング」(Anstatt-dass Song)
原曲は第1幕第1場でピーチャム夫妻が歌う歌。歌詞は娘のポリーがメッキー・メッサーと恋仲になったことを知り、自分の恋だけは特別と言う世間一般の娘心を馬鹿にしつつ嘆く内容。飛び跳ねるような滑稽な曲調の曲。
第4曲「快適な生活のバラード」(Die Ballade vom angenehmen Leben)
第2幕第3場、牢獄に囚われたメッキー・メッサーが憂さ晴らしに歌う歌。快適に生きるには物質的豊かさが必要、精神的な豊かさなんて糞食らえという信条を歌う。歌詞に沿う形で軽妙洒脱な愉快な曲となっている。指定された曲想は「フォックストロット」。
第5曲「ポリーの歌」(Pollys Lied)
第2幕第1場、ピーチャムに密告され逮捕されそうになったメッキー・メッサーは、後事をポリーに託して姿を消す。あとに残されたポリーは一人寂しくこの曲を歌う。抒情的な美しい曲でギターの伴奏に乗って、クラリネット、フルート、アルト・サクソフォーンの順で旋律を奏でる。
第6曲「タンゴ・バラード」(Tango-Ballade)
原曲は「ひものバラード(Zuhälter-Ballade)」。第2幕第2場、隠れ家の売春宿で自分が娼婦のジェニーの用心棒兼ひもだった頃を思い出してメッキー・メッサーが歌うバラードで、後半はジェニーとの二重唱となる。ジェニーはユダの接吻をもじってメッキー・メッサーにキスをした後、警官に逮捕させる。タンゴのリズムで書かれた哀愁漂う曲。
第7曲「大砲ソング」(Kanonen-Song)
原曲は第1幕第2場、侯爵家の厩舎で行われるメッキー・メッサーとポリーの結婚式に招かれたロンドン警視総監のタイガー・ブラウンがメッキー・メッサーと共に歌う行進曲調の歌。かつて二人はインドの植民地で戦友であり、歌詞は当時を懐かしむ陽気かつ残酷な内容となっている。ヴァイルの妻で『三文オペラ』初演の際、ジェニーを演じたロッテ・レーニャによれば、初演でこの曲が登場するまでは、客席は冷ややかであったが、この曲が演奏された後、突如として「信じられない熱狂の嵐がまきおこった」そうである。曲の後半に登場する原曲にない楽句が切迫感を煽っている。
第8曲「三文フィナーレ」(Dreigroschen-Finale)
『三文オペラ』は各幕の最後に「三文フィナーレ」という曲を配置しており、それぞれ「第1の三文フィナーレ」、「第2の三文フィナーレ」、「第3の三文フィナーレ」と名付けられているが、ここで使われるのは「第3の三文フィナーレ」である。曲の前半は、牢獄のメッキー・メッサーが不安に駆られ歌う「墓穴からの叫び(Ruf aus der Gruft)」と、同じくメッキー・メッサーの歌う「墓碑銘―すべての人々に赦しを乞うメッキー・メッサーのバラード(Grabschrift (Ballade, in der Macheath Jedermann Abbitte leistet))」が合成された形で進行し、クライマックスを作った後、「第3の三文フィナーレ」の後半部分、白馬に跨ったタイガー・ブラウンが、メッキー・メッサーを即時釈放し世襲貴族の位につけたうえ居館と終身年金を与える、という女王陛下の恩赦の命令を伝える取って付けた様なハッピー・エンドの中、全員によって歌われるコラールにより締め括られる。